# Vitello tonnato

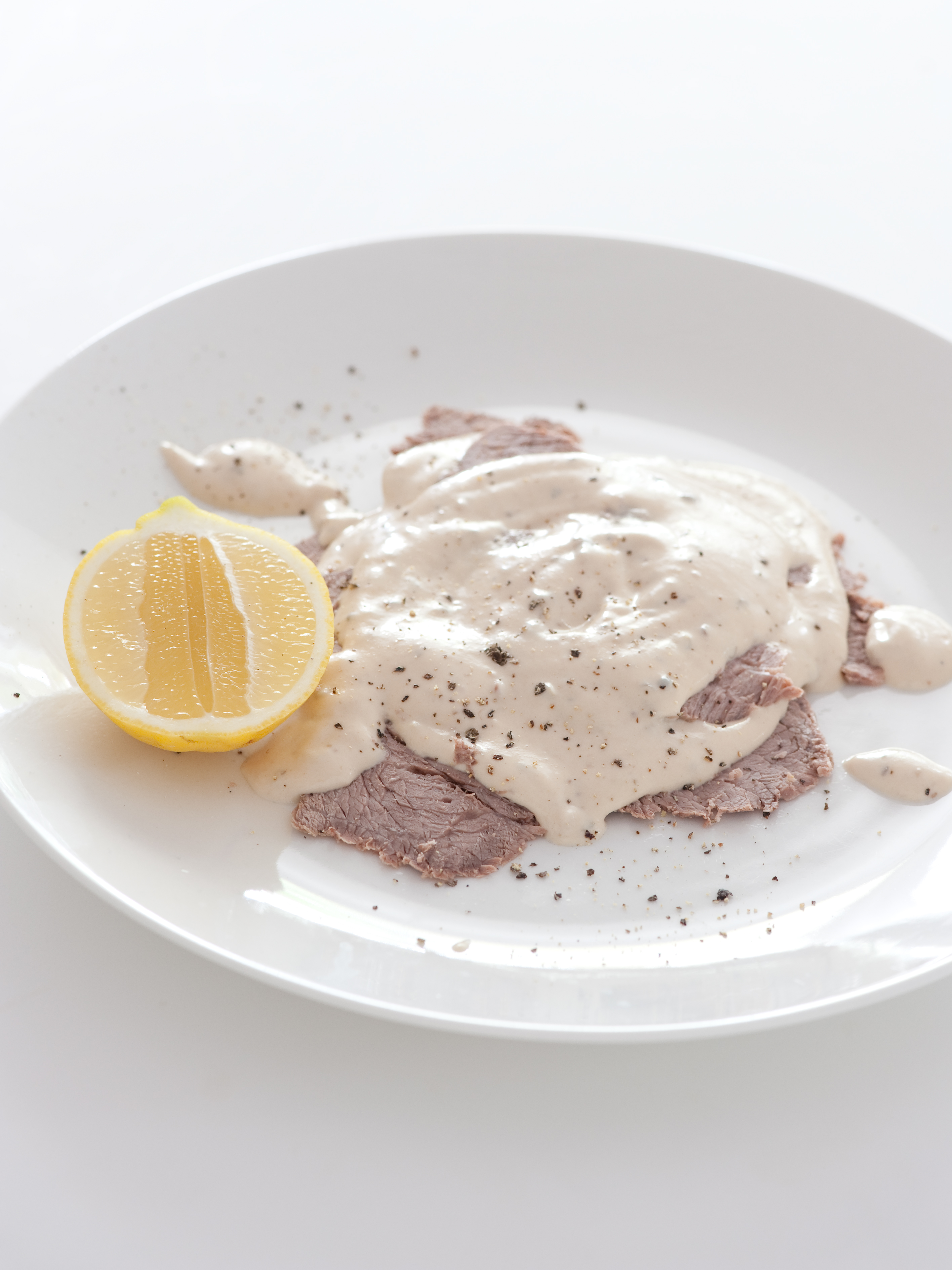
Vitello tonnato

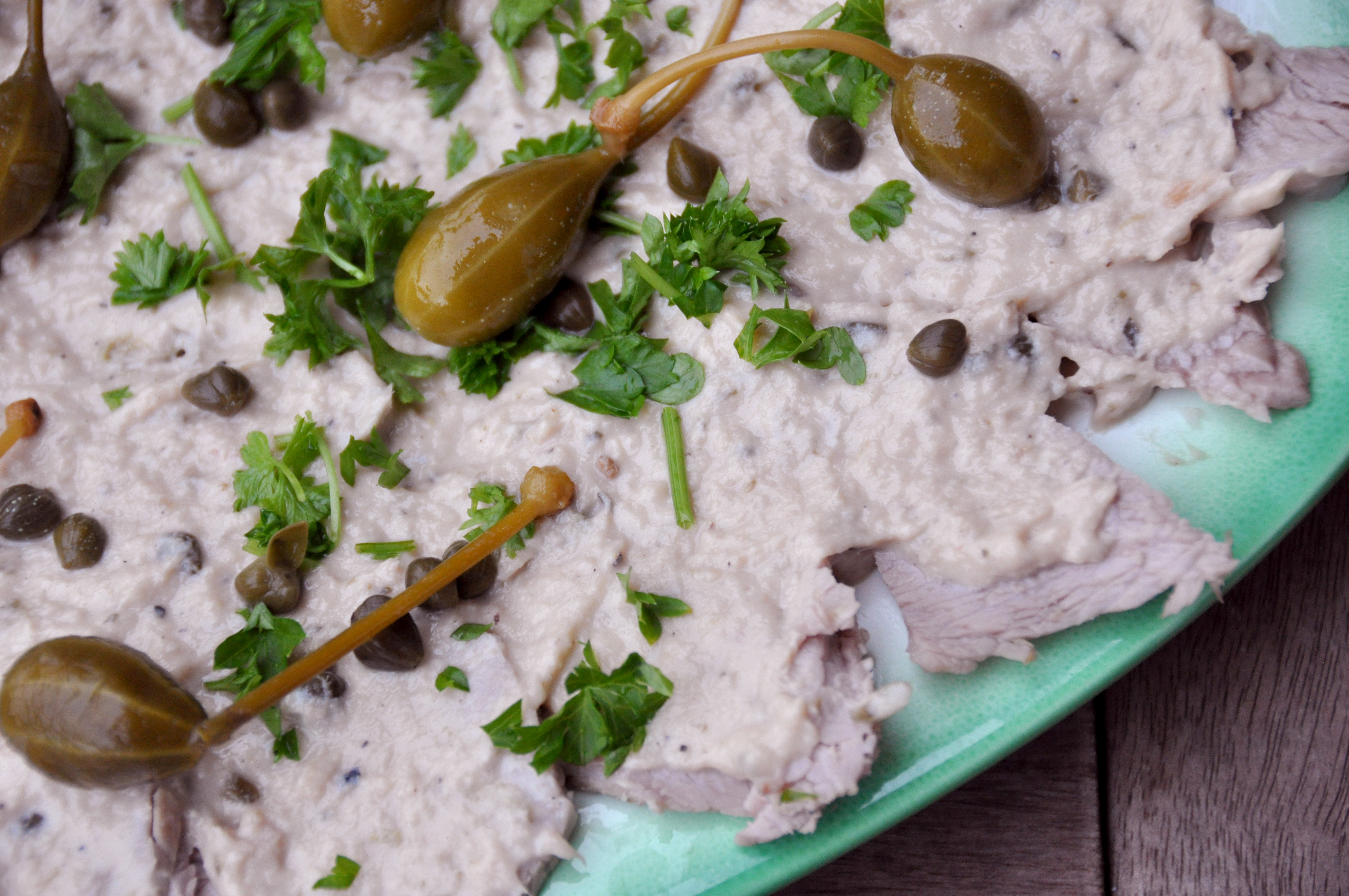
Een close-up van vitello tonnato

Vitello tonnato is een Italiaans gerecht uit Noord-Italië van in dunne plakken gesneden kalfsvlees bedekt met een romige, mayonaiseachtige saus die gekruid is met tonijn. 

## Geschiedenis
Het ontstaan van het gerecht wordt vaak geplaatst in de Piëmontese stad Cuneo, maar de herkomst wordt ook opgeëist door de regio´s Lombardije, Veneto en Emilia. De oorsponkelijke recepten betroffen kalfsvlees dat met olie geconserveerd werd, zodat het bijvoegelijk naamwoord "tonnato" eventueel van het Franse woord "tanné" (gelooid) afstamt. In de loop van de verdere ontwikkeling werd eerst sardine en later tonijn toegevoegd. In de jaren tachtig van de 20ste eeuw werd het recept zeer populair in Italië. Vitello tonnato is ook een bekend gerecht in Argentinië, waar het vitel toné wordt genoemd en als traditioneel kerstgerecht wordt beschouwd. Naar verluidt zou het daar door Italiaanse emigranten ingevoerd zijn.

## Toebereiding
Vitello tonnato wordt minstens een dag van tevoren klaargemaakt door het smoren of sudderen van een stuk kalfsvlees, de achtermuis, die in dunne repen wordt gesneden. Voor de saus wordt oorspronkelijk verse witte tonijn (restaurants gebruiken ingeblikte tonijn om kosten te verminderen en tijd te besparen) gesudderd in witte wijn, ciderazijn, witte ui en knoflook totdat het volledig gekookt is, en vervolgens gepureerd met een mengsel van olijven, plantaardige olie en eierdooiers in een elektrische blender of keukenmachine om een dikke mayonaiseachtige saus te maken. Voor deze saus kan een scala aan smaakmakers gebruikt worden, waaronder ansjovis, cayennepeper, kappers en citroensap. De dikke, gladde puree wordt daarna enigszins verdund met wat water en kookvocht van het kalfsvlees, waarbij ook enkele kappers worden meegeroerd. 

## Serveermethode
Een deel van de saus wordt uitgesmeerd over het etensbord, waarna de plakken kalfsvlees eroverheen gelegd worden. De rest van de saus wordt ten slotte over het kalfsvlees gegoten, waardoor het vlees doorgaans volledig bedekt wordt. Het gerecht wordt koud of op kamertemperatuur opgediend (meestal in de zomer) als hoofdgerecht of als een uitgebreid voorgerecht. 
De vitello tonnato kan ook tot vijf dagen lang gekoeld bewaard worden om de smaak te laten rijpen.